# Bathippus birmanicus
Bathippus birmanicus är en spindelart som beskrevs av Tord Tamerlan Teodor Thorell 1895. Bathippus birmanicus ingår i släktet Bathippus och familjen hoppspindlar. Inga underarter finns listade.